# Kanton Grenoble-6
Der Kanton Grenoble-6 war von 1985 bis 2015 ein französischer Wahlkreis im Arrondissement Grenoble, im Département Isère und in der Region Rhône-Alpes. Er umfasste den südwestlichen Teil der Stadt Grenoble.